# Adonisea felicitata
Adonisea felicitata är en fjärilsart som beskrevs av Smith 1894. Adonisea felicitata ingår i släktet Adonisea och familjen nattflyn. Inga underarter finns listade i Catalogue of Life.